# Burghalde Tengen
Die Burghalde Tengen, auch Burk oder Burg Wannenberg genannt, bezeichnet eine abgegangene Höhenburg auf dem Wannenberg im Flurbereich „Burghalde“ nördlich des Dorfes Tengen, einem heutigen Stadtteil von Tengen im Landkreis Konstanz in Baden-Württemberg.
Die Burg wurde von den 1090 bis 1591 genannten Herren von Tengen als ihre älteste Burg erbaut. Von der ehemaligen Burganlage ist nichts erhalten.